# Polkit

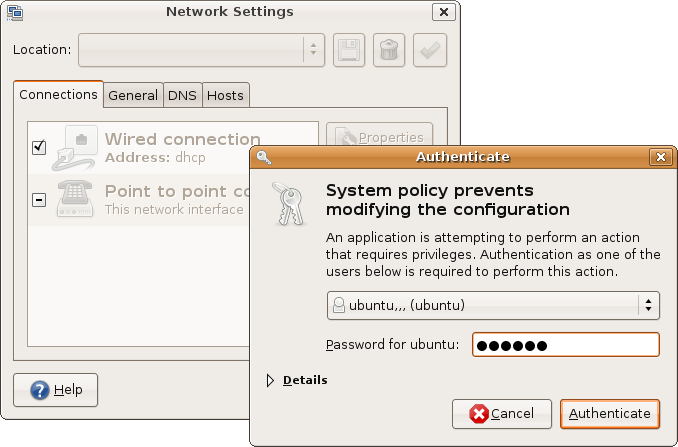
Screendump van PolicyKit

Polkit, voorheen PolicyKit, is een software development kit voor autorisatie op Unix-achtige besturingssystemen. Het verschaft de mogelijkheid voor ongeautoriseerde processen om met geautoriseerde processen te communiceren. In tegenstelling tot systemen zoals sudo geeft het geen root-permissies aan een geheel proces, maar geeft het precies die mogelijkheden die het proces mag hebben volgens een systeembreed beleid. Het wordt onderhouden door het freedesktop.org-project.
Polkit wordt gebruikt in Ubuntu (sinds 8.04) en Fedora (sinds 8).